# Aleš Procházka
Aleš Procházka (* 18. dubna 1963 Praha) je český divadelní, filmový a dabingový herec, člen souboru Divadla na Vinohradech.

## Studium a divadelní kariéra
Narodil se roku 1963 v Praze, kde absolvoval Gymnázium Jana Nerudy a následně Divadelní fakultu Akademie múzických umění. V období 1986–1988 působil v angažmá Činoherního studia Ústí nad Labem, později také v klubu Praha a v Městském divadle v Kolíně. Od roku 1990 byl šestnáct let členem Divadla pod Palmovkou.
Jeho manželkou je česká herečka a dabérka Miroslava Pleštilová, se kterou se seznámil v době studií na DAMU. Mají spolu dva syny, Aleše (rappera Gendera) a Zdeňka (producenta trapových beatů).

## Divadelní role (výběr)

### Divadlo na Vinohradech

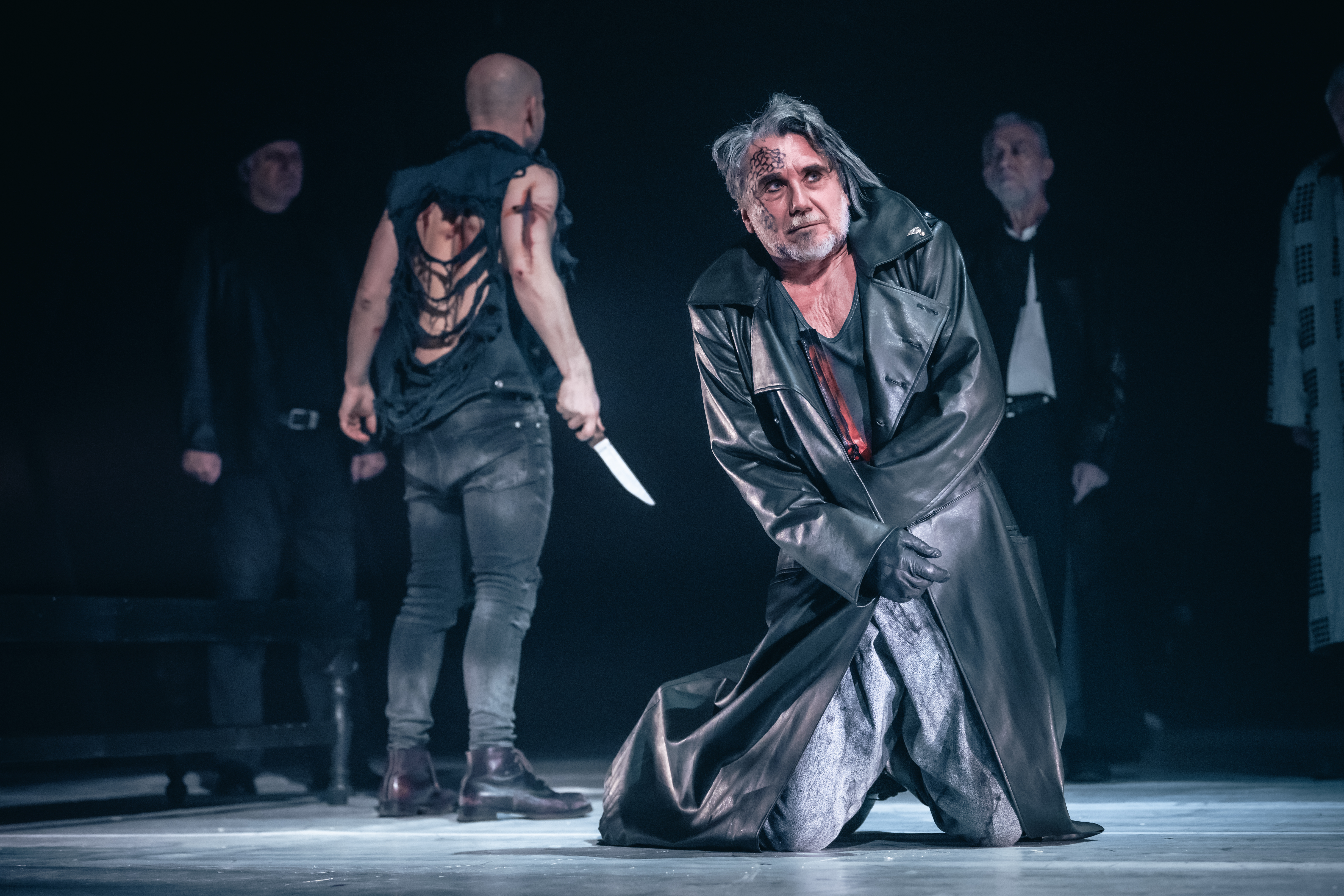
Aleš Procházka v roli Komtura v inscenaci Vzpoura lásky (Fuente Ovejuna), Divadlo na Vinohradech, foto Petr Chodura (2023)

- 2018 Colin Higgins: Harold a Maude, režie: Juraj Deák, premiéra: 25. května 2018, obnovená premiéra: 18. září 2021, role: Doktor Mathews
- 2018 Josef Topol: Konec masopustu, režie: Martin Františák, premiéra: 19. října 2018, role: Tajemník
- 2018 Nikolaj Vasiljevič Gogol: Revizor, režie: Juraj Deák, premiéra: 19. prosince 2018, role: Anton Antonovič Skvoznik-Dmuchanovskij
- 2019 Friedrich Dürrenmatt: Návštěva staré dámy, režie: Jan Burian, premiéra: 6. září 2019, role: Starosta
- 2020 Viktor Dyk: Zmoudření Dona Quijota, režie: Martin Čičvák, premiéra: 7. února 2020, role: Samson Carasco
- 2022 Jiří Křižan – Martin Františák: Je třeba zabít Sekala, režie: Pavel Khek, premiéra: 8. dubna 2022, role: Starý Oberva
- 2022 Agatha Christie: Past na myši, režie: Jan Burian, premiéra: 15. října 2022, role: Major Metcalf
- 2023 Lope de Vega: Vzpoura lásky (Fuente Ovejuna), režie: Pavel Khek, premiéra: 31. března 2023, role: Komtur
- 2023 Molière: Lakomec, režie: Pavel Khek, premiéra: 20. října 2023, role: Harpagon
- 2024 Carlo Goldoni: Poprask na laguně, režie: Juraj Deák, premiéra: 20. prosince 2024, role: Isidoro

## Filmografie (výběr)
Hrál mimo jiné v seriálech Ordinace v růžové zahradě, Ententýky, Bambinot či Zoo. V historickém filmu Toman hrál roli Klementa Gottwalda.

## Dabing
V dabingu propůjčil hlas například hercům Tomu Hanksovi, Robertu Downeymu Jr. , Johnu Cusackovi, Matthew Perrymu, Benedictu Cumberbatchovi a také Clivu Owenovi. Nadaboval také Alana Rickmana v roli Severuse Snapea ve filmech o Harrym Potterovi, Reného Steinkeho (komisař Tom Kranich) v seriálu Kobra 11 (2000–2003, 2005–2007), nebo Antonia Banderase v roli Kocoura v Botách ve filmu Kocour v Botách: Poslední Přání (2022).

## Práce pro rozhlas
- 1986 –  Theodore Dreiser: Americká tragédie,  dvoudílná četba na pokračování, Československý rozhlas Praha: režie: Jiří Horčička. Role: Stuart.
- 2004 – Marcel Schwob: Ruka slávy, překlad Bohuslav Reynek, dramatizace povídky, Český rozhlas, četli: Aleš Procházka a další, režie: Hana Kofránková.
- 2005 – Tom Peuckert: Sladký jed, rozhlasová hra, hlavní role; překlad: Miroslav Stuchl; režie: Vlado Rusko.[6]
- 2007 –  Alexandre Dumas: Královna Margot, 9 dílná dramatizace: Michal Lázňovský, hráli: Margot (Andrea Elsnerová), Jindřich Navarrský (Michal Zelenka), Karel IX. (Ivan Řezáč), Kateřina Medicejská (Taťjana Medvecká), vévoda de Guise (Martin Písařík), vévoda z Anjou (Aleš Procházka), vévoda z Alenconu (David Novotný), paní de Sauve (Ljuba Krbová), vévodkyně de Nevers (Tereza Bebarová), Gillona (Miroslava Pleštilová), Maurevel (Miroslav Středa), Coligny (Petr Pelzer), vypravěč (Otakar Brousek); režie: Dimitrij Dudík
- 2021 –  Théophile Gautier: Charles Baudelaire, šestidílná četba na pokračování, z překladu Otokara Levého připravil Petr Turek. V režii Dimitrije Dudíka četl Aleš Procházka.[7]

## Audioknihy
Načetl audioknihu Případ pohřešovaného, vydala Audiotéka, 2016, celou trilogii Pána Prstenů – Společenstvo prstenu, Dvě věže a Návrat krále – vydalo Tympanum 2015, dále několik povídek o Sherlocku Holmesovi – vydalo vyd. Tympanum. Načetl také titul Židovka z Toleda – Mistři slova (vydala Audiotéka, 2018), Až tady nebudu (vydala Audiotéka, 2018), V rouše beránčím (vydala Audiotéka, 2020), Vesmírní baroni (vydala Audiotéka, 2020), a audioknihu 12 pravidel pro život (vydala Tympanum s.r.o.). V roce 2025 načetl román Irvinga Stonea Žízeň po životě o Vincentu van Goghovi (vydalo OneHotBook a.s.).